# Barrama impunctata
Barrama impunctata là một loài bướm đêm trong họ Geometridae.